# Samuel Zauber
Samuel Zauber (Timișoara, 1º gennaio 1901 – Gerusalemme, 10 giugno 1986) è stato un calciatore rumeno. Dal 1964 visse in Israele.

## Carriera

### Club
Zauber giocò per la maggior parte della sua carriera nel Maccabi Bucarest, la squadra ebraica della capitale romena. In questo periodo il Maccabi non poté prender parte alle competizioni ufficiali a causa delle leggi antisemitiche del governo rumeno.

### Nazionale
Con la nazionale rumena, Zauber fu portiere di riserva al Mondiale 1930 e disputò alcune partite della Coppa dei Balcani per nazioni.